# Formularz

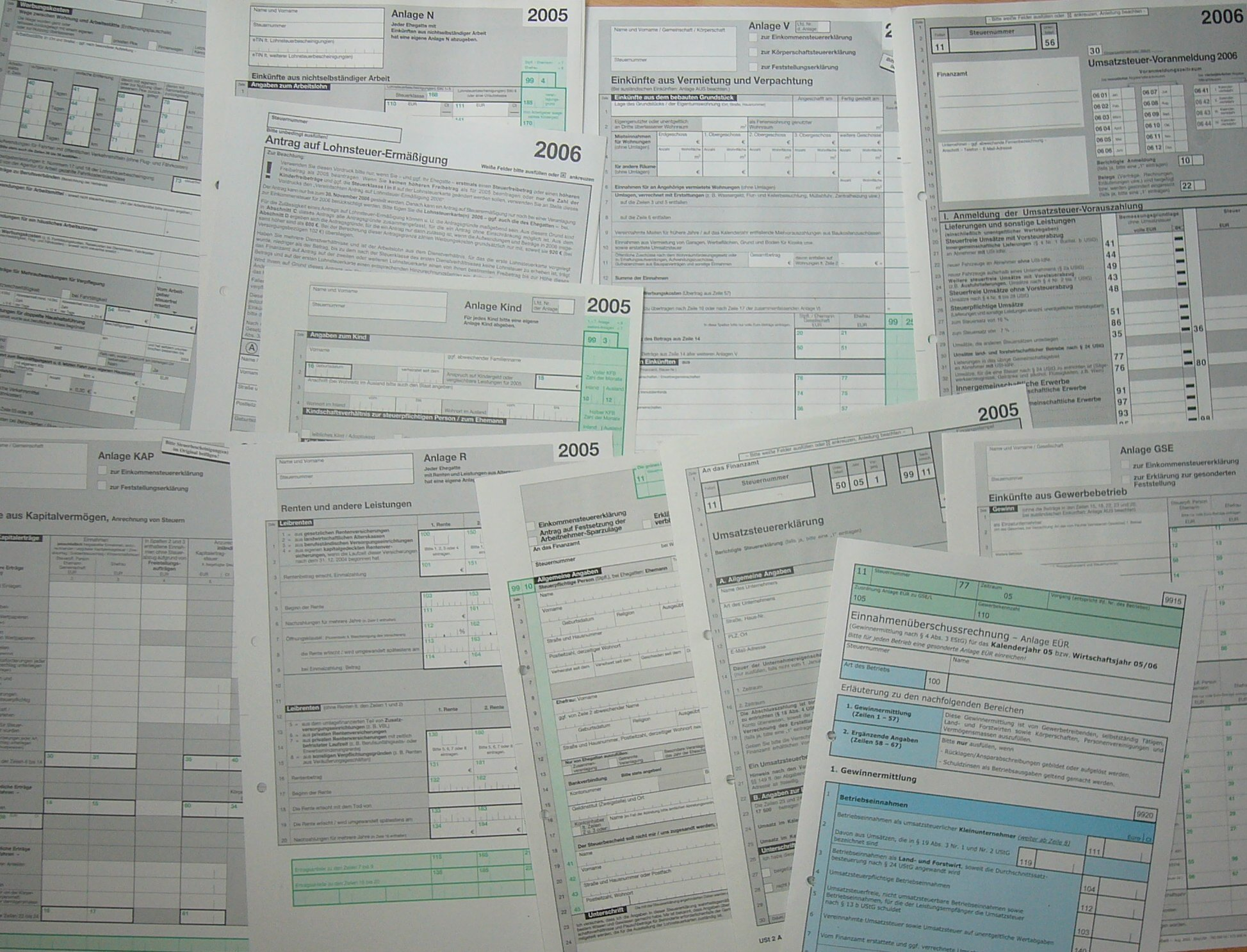
Niemieckie formularze podatkowe

Formularz – wzór dokumentu z rubrykami do wypełnienia.
Aby dokument mógł być dowodem, musi spełniać określone wymagania formalne i merytoryczne. Wymagania te winny być wyszczególnione w instrukcji. Ta zwykle nie jest dostępna w chwili wystawiania dokumentu lub nie jest w ogóle znana wystawcy. Rozwiązaniem jest formularz – blankiet dokumentu z nadrukowanymi rubrykami i objaśnieniami dotyczącymi sposobu ich wypełnienia.